# Аптерії
Аптерії — ділянки шкіри птахів, де нема пір'я. Ділянки, де є пір'я, називають «птерилії». Аптерії полегшують рухливість шкіри та оперення, відіграють важливу роль у терморегуляції та відведенні зайвого тепла. Розташування птерилій і аптерій — важлива ознака систематична ознака для визначення родів і видів птахів.